# Анспах, Анри
Анри Анспах (фр. Henri Anspach, 10 июля 1882 — 29 марта 1979) — бельгийский фехтовальщик еврейского происхождения, олимпийский чемпион, двоюродный брат знаменитого бельгийского фехтовальщика Поля Анспаха.
Родился в 1882 году. В 1912 году на Олимпийских играх в Стокгольме стал чемпионом в командном первенствах на шпагах, и занял 5-е место в командном первенстве на саблях; в личном зачёте он стал 16-м в фехтовании на рапирах и 12-м — в фехтовании на шпагах.
Впоследствии стал художником.